# Poppenwiese
Poppenwiese war ein Wohnplatz der Gemeinde Glashütten im oberfränkischen Landkreis Bayreuth in Bayern, der im Gemeindeteil Glashütten aufgegangen ist.

## Geografie
Die ehemalige Siedlung Poppenwiese bildet den südöstlichen Teil von Glashütten (Altenhimmelstraße, Waldstraße, Erlenweg, Buchenweg, Eichenweg), der über die Bayreuther Straße (Staatsstraße 2185) erreichbar ist. Durch diese fließt der Poppenwiesengraben, der sich mit weiteren Fließgewässern zu einem linken Oberlauf der Weides vereinigt.

## Geschichte
Poppenwiese wurde in der ersten Hälfte des 19. Jahrhunderts auf dem Gemeindegebiet von Glashütten gegründet. Auf einer topographischen Karte von 1942 ist Poppenwiese noch als Einzelsiedlung erkennbar. Südlich davon waren einige weitere Anwesen hinzugekommen. In der Folgezeit entstand eine Siedlung.

### Einwohnerentwicklung
| Jahr      | 001871 | 001885 |
| Einwohner | 6      | 4      |
| Häuser    |        | 1      |
| Quelle    | [ 6 ]  | [ 7 ]  |

## Religion
Poppenwiese war evangelisch-lutherisch geprägt und nach St. Bartholomäus (Mistelgau) gepfarrt.